# Thermopülai csata (i. e. 480)
A thermopülai csata (görögül: Μάχη τῶν Θερμοπυλῶν, Makhé tón Thermopülón) a görög és óperzsa hadseregek közt i. e. 480-ban lezajlott ütközet, melyre a Thermopülai-szorosban került sor. A szoros több mint öt kilométer hosszan húzódott a tenger és a meredek hegyoldal között, helyenként mindössze 14 méter szélességben. Ezt az útvonalat elkerülni csak a szinte járhatatlan hegyeken keresztül lehetett, ezért stratégiai jelentősége már korábban is óriási volt. Az idők folyamán három mesterséges akadályt, kaput is építettek a szűkületben, a középsőt 100 évvel korábban a phókisziak a thesszáliai invázió ellen. A Thermopülai név az ógörög „forró kapu” szóból származik, mivel több melegvíz-forrás is található a környéken.
A katonai stratégák szerint a Thermopülai-szoros volt a legalkalmasabb hely, ahol védekezni tudtak a görögök az előrenyomuló perzsák ellen. Tisztában voltak azzal, hogy csak feltartóztatni tudják majd az ellenséget, illetve károkat okozni a csapataiknak, de megsemmisíteni vélhetően már nem, ezért Athén lakosságát kitelepítették. Egy perzsa sereg a Thermopülai-szorosnál, a hadiflotta pedig Artemiszionnál ütközött először görög ellenállásba. A görögök a szorosban a hagyományos phalanx-hadállást alkalmazták, úgy tervezték, hogy ezzel visszaverhetik a perzsa lovasság balszárnyát.
A csata részletei nem ismertek pontosan, mert csak Hérodotosz leírásai alapján lehet képet alkotni róla, amely néhány görög túlélő elbeszélése alapján készült. A csata előtt I. Khsajársá (I. Xerxész) öt napot várt, hogy a görögök elvonuljanak a területről, de azok maradtak, így megindította a támadást. Hérodotosz leírja, hogy a görög hopliták hosszú dárdával védekeztek, míg a perzsák rövid dárdával és karddal támadtak, valamint, hogy a perzsák nagy veszteségeket szenvedtek el a három napos csata során. Az egyik legenda szerint a harmadik napon egy helyi görög pásztor, Ephialtész megmutatta a perzsáknak az Anopaia-ösvényt, amelyen átvághatott a sereg, így a szoros bejáratát védő görögök hátába kerülhettek. Mikor Leónidasz belátta, hogy nem bírja tartani a szorost, elrendelte a teljes visszavonulást. Mintegy 700 theszpiai harcos, Démophilosz vezetése alatt, megtagadta a parancsot és tovább védekezett. Leónidasz testőrei, mintegy 300 spártai, 400 thébai és a theszpiaiak – tehát mintegy 1400 katona, ellentétben a köztudatban elterjedt mindössze 300 spártaival – ott maradtak, egyesek szerint a dicsőségért, mások szerint azért, mert a perzsák a visszavonulás elhúzódása miatt elvágták menekülésük útját. A csata végén a thébaiak letették a fegyvert, a spártaiak és a theszpiaiak egytől egyig elestek.

## Történelmi források
A görög–perzsa háborúk elsődleges forrása a görög történész, Hérodotosz. További leírásokat ad a szicíliai történész Diodórosz, aki az 1. században megírta a Bibliotheca Historicát, a görög-perzsa konfliktusról szóló beszámolót, és részben a korábban élt Ephorosz.
A perzsákról a legfontosabb forrásanyag a görög irodalmártól, Ktésziasz Knidiosztól származik, aki II. Artakhsaszjá perzsa király (II. Artaxerxész) orvosa volt az i. e. 4. században. Knidiosz perzsa források alapján írta le az eseményeket, megemlékezett Hérodotoszról, de néhány hamis információt és elfogult állítást is átvett tőle. Sajnos utolsó munkája nem maradt fenn. A 9. században I. Photius bizánci pátriárka Myriobiblon műve, majd VII. Konstantin eklogai műve is foglalkozik a görög-perzsa háborúkkal. Több római történetíró, például Iustinus és Cornelius Nepos is írt a témáról. Pauszaniasz Periégétész Görögország leírása című művében is említést tesz a csatákról. Nepos és Ktésziasz Knidiosz írásait ma már nem tartja hitelesnek a modern történelemtudomány.

## Előzmények

### Óperzsa Birodalom
Athén és Eretria görög poliszok, bár jelképes mértékben, de részt vettek a perzsák elleni, i. e. 499-494 közti ión felkelésben. Az Óperzsa Birodalom ekkor még viszonylag új képződmény volt, gyakoriak voltak a lázadások a területén, így I. Dárajavaus perzsa királynak (I. Dareiosz) már voltak tapasztalatai a felkelések leverésével kapcsolatban. Mivel Athén támogatta az iónokat a felkelésükben, a perzsák meg akarták büntetni őket. Dárajavaus egyúttal lehetőséget látott arra, hogy a Balkán-félszigetet saját birodalmához csatolhassa.
Az első perzsa hadjárat i. e. 492-ben kezdődött Mardoniosz vezetésével, aki ismét meghódította Thrákia európai területeit, amely névlegesen i. e. 513 óta az Óperzsa Birodalom része volt. Makedónia szintén i. e. 513, I. Amüntasz uralkodásától névlegesen szövetségesük volt, bár fia, I. Alexandrosz a görögökkel is jó kapcsolatokat ápolt. Makedónia valószínűleg hídfőállásként szolgált volna a perzsáknak a balkáni expanzióhoz, de támadásaik megakadtak Athosz hegyeinél, mert hajóik viharba kerültek. Mardoniosz később thrák törzsekkel ütközött meg, akiket súlyos veszteségek árán, de legyőzött, majd visszatért Perzsiába, miután helyőrségeket hagyott hátra a thrákiai partvidéken.
A következő évben I. Dárajavaus elküldte követeit a görög poliszokba, hogy azoktól a perzsa korona iránti hűséget kieszközöljék. A görög poliszok többsége elfogadta a perzsák feltételeit, de Athén és Spárta visszautasította azokat. A perzsa követek a hűség jeleként földet és vizet kértek, Athénban azonban a felháborodott tömeg a követet egy kútba dobta, míg Spártában szakadékba hajították őket, mondván vegyenek onnan vizet és földet. Egy évvel később, i. e. 490-ben I. Dárajavaus bosszúhadjáratot indított.
I. e. 490-ben a perzsa hadsereg, Artaphernész és Datisz vezetésével, a szárazföldi hadsereget behajózta és tengeri úton megtámadta Athént és Spártát. A flottát Kilikia szatrapiából hajóztatták ki.
A perzsa harcosok eljutottak Euboiába, ahol megtámadták az első nagyobb célpontot: Eretria városát. A perzsák közelsége miatt a város lakosai nem tudtak felkészülni az ostromra. Hat napi, mindkét oldalon sok áldozatot követelő ostrom után a perzsák a falakat lerombolták, majd a hetedik napon két eritriai kinyitotta a városkaput a perzsák előtt, és a város elesett. A várost kifosztották és felégették, a lakosságot rabszolgasorsba taszították.
Délosz szigetének magasságában a perzsák átszelték a tengert, a célpont Athén volt. I. e. 490 nyarán Marathónnál, 40 km-re Athéntól északra partra szálltak. Pár nap múlva elkezdődött a a marathóni síkságon a csata. A perzsák vereséget szenvedtek, sokan közülük menekülés közben a mocsarakba fulladtak. A megmaradt perzsa haderő hajóra szállt, és hazatért.
A marathóni csata után a király ismét Datisz méd admirálist bízta meg a hadihajók vezetésével és a következő athéni támadással. I. e. 486-ban a király 36 év uralkodás után meghalt és fia, I. Khsajársá lépett a trónra. Az új uralkodó komoly és hosszú tervezésbe, pénzszerzésbe, katonatoborzásba és új fegyverek beszerzésébe kezdett.
I. e. 481 nyarán és őszén perzsa seregek gyülekeztek Kis-Ázsiában. I. Khsajársá a következő év tavaszán csatlakozott a seregeihez a lüdiai Szardeisz városában. Nem sokkal később két pontonhídon átkeltek a Hellészpontoszon.

### Görögország

Görög–perzsa háborúk

Athéniak már I. Dárajavaus visszavonulása után tudták, hogy lesznek újabb hadjáratok, azonban a felkészülést csak néhány év múlva kezdték el, miután Themisztoklész tekintélye Athénban megerősödött. A görög poliszok vezetői tudták, hogy hamarosan tartaniuk kell egy újabb perzsa támadástól, de annak időpontját nem sejtették.
I. e. 481 őszén Spárta és Athén közös tanácskozást tartottak a Poszeidón-templomban a mai Korinthoszi-csatorna mellett, amelyre meghívták azokat poliszokat is, amelyek nem voltak a perzsák szövetségesei. A kongresszuson Athén és Aigina békét kötött és a görög városállamok támogatták a perzsák elleni harcot.
I. e. 481 nyarán perzsa követek jelentek meg a görög poliszokban, hogy I. Khsajársá perzsa király (I. Xerxész) jóindulatáról biztosítsák azokat, akik hajlandók szerződést kötni Perzsiával. A thesszáliai városok eleget tettek a felszólításnak, a boiótiai Thébai szintén. A közép-görögországi népcsoportok közül egyedül a phókisziak álltak a perzsaellenes görög szövetség oldalára. Az ellenállást választók képviselői a Korinthoszi-földszoroson gyűltek össze, és megegyeztek abban, hogy az eseményeket a továbbiakban az Iszthmoszi Szövetség irányítsa. A fővezérlet joga Spártát, a Peloponnészoszi Szövetség fejét illette. Themisztoklész hazahívta Ariszteidészt és kibékült vele.
Időközben értesültek arról, hogy a perzsák átkeltek a Hellészpontoszon, és észak felől várható a támadás. Úgy döntöttek, hogy a keskeny Thermopülai-szorosnál veszik fel a harcot az ellenséggel.

## Közvetlen előzmények

A thermopülai csata

A perzsa sereg, miután i. e. 480 tavaszán a Hellészpontoszon átkelt Európába, a görög poliszok ellen vonult. A Hellészpontosztól Termosz városáig 3 és fél hónapig a partvidéken haladtak. A gyalogságot a hadiflotta kísérte. I. Khsajársá ekkor felosztotta a hadsereget, hogy az felállhasson a megfelelő taktikai egységekbe.
A görög szövetségi kongresszus I. e. 480 tavaszán ismét összeült, hogy megbeszéljék a védelmi stratégiát. Arra jutottak, hogy a Tempé-völgyben fognak megütközni a perzsákkal. I. Alexandrosz makedón király figyelmeztette a görögöket, hogy elkerülheti őket az ellenség, így visszafordultak. Ezzel azonban védelem nélkül hagyták Thesszáliát, Alexandrosz így jó pontot szerzett a görögöknél és perzsáknál egyaránt.
Nem sokkal később jött a hír, hogy a perzsák már Európában vannak. A másik görög tervet Themisztoklész vezette fel, aki szerint Thermopülánál kell megütközni a perzsákkal. Ez a szoros a görög nehézfegyverzetű gyalogosoknak, a hoplitáknak kedvezett. Egyúttal a tengeren, a szorostól nem messze is szembe tudtak szállni az ellenséggel, mivel az athéni hajók képesek lezárni a csatorna kijáratát. Ezt a tervet el is fogadta a kongresszus. Ezután Athén lakosságát Trezenoszba telepítették át.
A görögök katonai tanácskozást tartottak augusztus elején, ahol először arról tárgyaltak, hogy a Korinthoszi-földszorosban fogják útját állni a perzsáknak, de a phókisziak és a lokrisziak tiltakoztak ellene, mert ez az ő területük harc nélküli feladását jelentette volna, ezért ragaszkodtak a Thermopülai-szoroshoz. Végül a katonai tanács beleegyezett ebbe.
Miután a görög hadak megérkeztek a Thermopülai-szoroshoz, megerősítették az ott álló régi falat, és várták a perzsa hadsereget. I. Khsajársá nyár végére, egyes vélemények szerint augusztus 14-ére érkezett meg a szoroshoz. Felderítőket küldött a görögökhöz, akik a görög sereget kisebbnek gondolhatták a valóságosnál, mert sem a megerősített falak mögé bújt katonákat, sem a phókisziakat nem láthatták. Ez utóbbiakat rendelte Leónidasz az Anopaia-ösvény védelmére. Khsajársá elküldte tárgyalóit, hogy azok rábírják a görögöket a megadásra és elvonulásra, de I. Leónidasz spártai király elutasította a perzsák követeléseit.

## Haderők

### Perzsa haderő

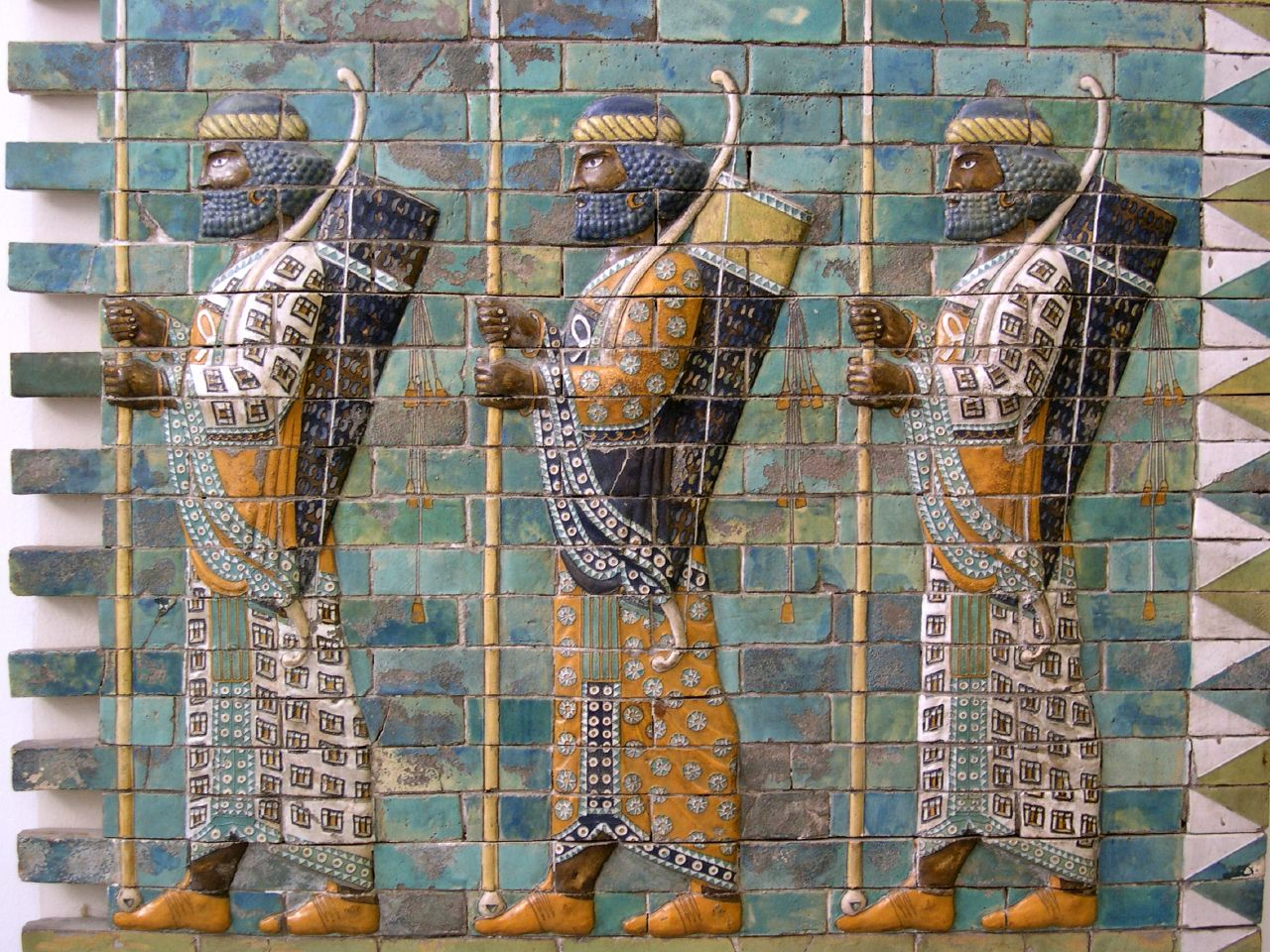
Perzsa halhatatlanok. A berlini Pergamonmuseumból

I. Khsajársá perzsa király hadseregét illetően mind a mai napig jelentős viták vannak a történészek között. Hérodotosz például 2,6 millió perzsáról és 5,2 millió szövetséges harcosról számolt be. Szimonidosz szerint létszámuk mintegy 4 millió főt tett ki, míg Ktésziasz Knidiosz 80 000 perzsa katonáról tesz említést.
A modern történészek több görög forrás összehasonlítása után sem találtak reális adatokat. A mai számítások szerint legfeljebb 200 000-250 000 katona vehetett részt a csatában, és minimum 15-20 ezren lehettek. Pontos számot a perzsa hadsereg létszámát illetően azért nem tudni, mert feltételezik, hogy Makedóniában és Thesszáliában is maradhattak még tartalék egységek.
Perzsia volt az első szövetségi állam a történelemben, amelyben 10 különböző nép élt. Tolerálták a más vallásúakat, eltörölték a rabszolgaságot. Az államszerkezet miatt a hadsereg is többnemzetiségű volt: perzsák, médek, asszírok, föníciaiak, zsidók, arabok, egyiptomiak, sőt görögök is harcoltak Perzsiáért. E „nemzeti” haderőt kiegészítették zsoldos csapatokkal is. Dárajavaus a görög polgároknak is engedélyezte a nagyobb építkezéseket illetve eltörölte a görög kolóniákban is a rabszolgaságot. Ezért az ión és makedón területeken népszerű volt, és az ő oldalára álltak a háborúk idején. A katonák általában íjat, rövid lándzsát, kardot vagy baltát, és fonott pajzsot hordtak. Az íjászok kezdték a támadást, majd a lándzsások következtek. Az alacsonyabb rangú perzsa gyalogság (szparabara) tagjai nagyobb fonott pajzsot és hosszabb lándzsát hordtak, viszont íjjal nem voltak felszerelve. Az ütközetekben a hátvéd szerepét töltötték be. A lovasság könnyű fegyverekkel harcolt.
A perzsa hadsereg elit alakulatai a halhatatlanok és a méd kopjások voltak. A halhatatlanok seregteste gyalogosokból állt, és tagjai hősiességükről és bátorságukról voltak híresek. Mindig 10 000-en voltak, ezért nevezték az egységet halhatatlanoknak. Születésüktől kezdve harcra képezték őket, és csak szabad médek és perzsák lehettek az egység katonái. Fegyvereik között dárda, kopja, kard és pajzs szerepelt. A méd kopjások egyformán jól használták a kopját és a pajzsot, és a halhatatlanok után a legjobb harcosoknak számítottak.
A perzsa flotta méretéről is komoly viták vannak. Hérodotosz szerint 1207 hajóból állt, ezt más ókori tudósok elfogadták. A modern tudósok legtöbbje szintén ezt a számot tartja helyesnek, bár a Szalamiszi csatában valószínűleg ennél kevesebben voltak. Vannak történészek, akik ezt a számot úgy értelmezik, hogy a szemben álló felek hajói összesen, azaz görög flottával együtt voltak ennyien, és maga a perzsa flotta csak körülbelül 600 hajóból állhatott.

### Görög haderő
Az alábbi lista adatai Hérodotosz és Diodórosz műveiből származnak.
| Nemzet                        | Számuk Hérodotosz szerint            | Számuk Diodórosz szerint                              |
| ----------------------------- | ------------------------------------ | ----------------------------------------------------- |
| spártaiak                     | 300                                  | 300                                                   |
| Lakedaimóniaiak/ perioikoszok | 900?                                 | 1000 (beleértve a spártaiakat?)                       |
| spártai helóták               | 900?                                 | -                                                     |
| mantineaiak                   | 500                                  | 3 000 (más peloponésszoszi, akiket Leónidasz küldött) |
| tegeaiak                      | 500                                  | 3 000 (más peloponésszoszi, akiket Leónidasz küldött) |
| orkhomenosziak                | 120                                  | 3 000 (más peloponésszoszi, akiket Leónidasz küldött) |
| egyéb árkádiaiak              | 1000                                 | 3 000 (más peloponésszoszi, akiket Leónidasz küldött) |
| korinthosziak                 | 400                                  | 3 000 (más peloponésszoszi, akiket Leónidasz küldött) |
| phleiusziak                   | 200                                  | 3 000 (más peloponésszoszi, akiket Leónidasz küldött) |
| mükénéiek                     | 80                                   | 3 000 (más peloponésszoszi, akiket Leónidasz küldött) |
| Összes peloponnészoszi        | 3100 vagy 4000                       | 4000 vagy 4300                                        |
| theszpaiak                    | 700                                  | -                                                     |
| malieiszek                    | -                                    | 1000                                                  |
| thébaiak                      | 400                                  | 400                                                   |
| phókisziak                    | 1000                                 | 1000                                                  |
| lokrisziak                    | „mindenki ott volt”                  | 1000                                                  |
| Összesen                      | 5200 (vagy 6100) a lokrisziak nélkül | 7400 (vagy 7700)                                      |

#### Megjegyzések

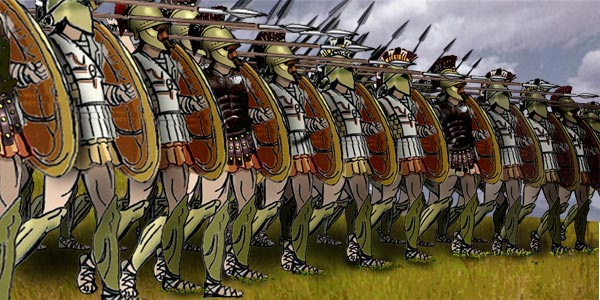
Görög phalanx

## Stratégia
A görögök stratégiai szempontból a Thermopülai-szoros védelmét látták a legjobb lehetőségnek az ellenség megállítására. A terv nem tartalmazott támadást a perzsák ellen, mert tudták, hogy nem nyerhetnek a túlerő ellen, és a perzsa előrenyomulást sem tudják sokáig megállítani. A görög doktrína kizárólag a védekezést, a perzsák időleges feltartóztatását tartotta szem előtt. A Thermopülai-átjáró és az Artemiszioni-szoros földrajzi adottságai – a keskeny szárazföld és a tenger – miatt a perzsák létszámfölényüket nem tudták érvényesíteni. A perzsa haderő párhuzamosan haladt a tengeren és a szárazföldön (mivel a hajók szállították az utánpótlást), így azok egy helyen hosszabb ideig nem tudtak tartózkodni. A perzsák a csata előestéjén tudták, hogy vagy visszavonulnak vagy továbbhaladnak, mivel a szűk átjáró komoly akadály volt számukra, ugyanakkor meg is kellett tartani a haditengerészet és a szárazföldiek együttműködését.
A Thermopülai-szoros taktikailag is kiváló hely a görög harcászati módnak. A phalanx katonai alakzatban a hopliták szűk helyen könnyen megakadályozhatták a perzsa gyalogság előretörését, a perzsák a lovasság bevetésére nem is gondolhattak. Szintén a phalanx előnye a perzsákkal szemben, hogy a görögök mellvértet, nehéz sisakot és pajzsot hordtak, míg a perzsák gyalogsága könnyű fegyverzetű volt, kivéve a halhatatlanokat. A görög lándzsa jó fél méterrel volt hosszabb a perzsák lándzsájánál, ami a phalanxot támadó perzsa gyalogságot behozhatatlan hátrányba hozta. A görögök leggyengébb pontja a hegyvidéki átjáró volt, ami Thermopülai nyugati és keleti kapuit kötötte össze, amelyen át a perzsák megkerülték, majd hátba támadták őket. Leónidasz egy helyi lakostól hallott az útról, ezért azt a phókisziakkal záratta le. A perzsa gyalogságnak a hegyvidéki terep nem okozott gondot, mert hegyi kiképzésben is részesültek.

### Terepviszonyok
A csata idején a Thermopülai-szoros a hegyek és a Maliszi-öböl között feküdt, és alig 14 méter széles volt. A déli oldalon sziklás hegyek, míg a keleti részen a tengeri öböl volt. A szorosban három kapu állt, a középsőt a phókisziak építették, hogy megvédjék magukat a thesszáliai inváziótól. „Thermopülai” jelentése ógörögül meleg kapuk, a környéken található meleg vizű források után.
A 21. századra már feltöltötték a folyók a területet, a tenger hátrébb húzódott, a szoros kiszélesedett. A régi út a hegyek lábánál haladt keresztül, amelyen egyébként a mai modern út is fut. A terület a második világháborúban is fontos csata helyszíne volt, az ókori színtértől pár méterre. Ebben a csatában a britek és a németek ütköztek meg, amelyen végül az előbbiek vesztettek.

## A csata

### Első nap
Négy napnyi felvonulás után az ötödik napon elkezdődött a csata. Khsajársá megparancsolta 5000 íjászának, hogy támadja meg a görögöket, de a phalanxharcosok pajzsai és vértjei felfogták a nyílvesszőket, így azok veszteség nélkül vészelték át a nyílzáport. Ekkor hangzott el Diénekész híres mondása is (az anekdota szerint Khsajársá megüzente a görögöknek, hogy nyilai elsötétítik a Napot, mire azt válaszolták: „legalább árnyékban harcolunk”). Később a kissziai és méd katonák támadtak, akiknek el kellett fogniuk a görögöket. Ezután a görögök indítottak ellentámadást, akik a phókiszi falnál, a legszűkebb helyen harcoltak. A pontos taktikáról nincs sok információ, Diodórosz annyit jegyzett le, hogy a férfiak vállvetve álltak, nagy pajzsokkal, ami valószínűleg a phalanx tipikus felállását mutatja be.
A perzsák a görögöknél kisebb pajzsaikkal és rövidebb dárdáikkal nem tudtak hatékonyan harcolni a zárt spártai alakzat ellen. Hérodotosz megemlíti, hogy állandóan cserélődtek az elől harcoló görög sereg tagjai azért, hogy akik elfáradtak, le tudjanak pihenni. A görögök olyan sok méd harcost öltek meg, hogy a perzsa királynak háromszor is meg kellett változtatni a tartózkodási helyét, hogy biztonságban maradjon.Ktésziasz Knidiosz szerint az első támadáskor csak két vagy három spártai esett el.
Hérodotosz és Diódorosz szerint, mikor a perzsa király megtudta, hogy nagy veszteségük volt, elrendelte a halhatatlanoknak, hogy induljanak meg a görögök ellen. A spártaiak ekkor visszavonulást színleltek, majd ellentámadásba lendültek.

### Második nap
A második napon I. Khsajársá perzsa király ismét elrendelte a támadást, bízva abban, hogy a kis számú, és fáradt görög sereg megadja magát, azonban a második napon sem sikerült eredményt elérni. A perzsa király végül visszarendelte a csapatokat a táborba. I. Khsajársá Hellász elleni háborúja veszélybe került. Félő volt, hogy hadereje teljesen felmorzsolódik a szorosban, de legalábbis olyannyira megfogyatkozik, hogy már nem lesz képes Athén ellen támadni. Ekkor azonban egy helyi görög, bizonyos Ephialtész elárulta, hogy létezik egy hegyi ösvény is, az Anopaia, ami egyenesen a görögök táborába vezet. Ephialtészt a jutalom ösztönözte. Az árulót a görög kultúrában megbélyegezték, és a nevét rémálommal azonosítják.

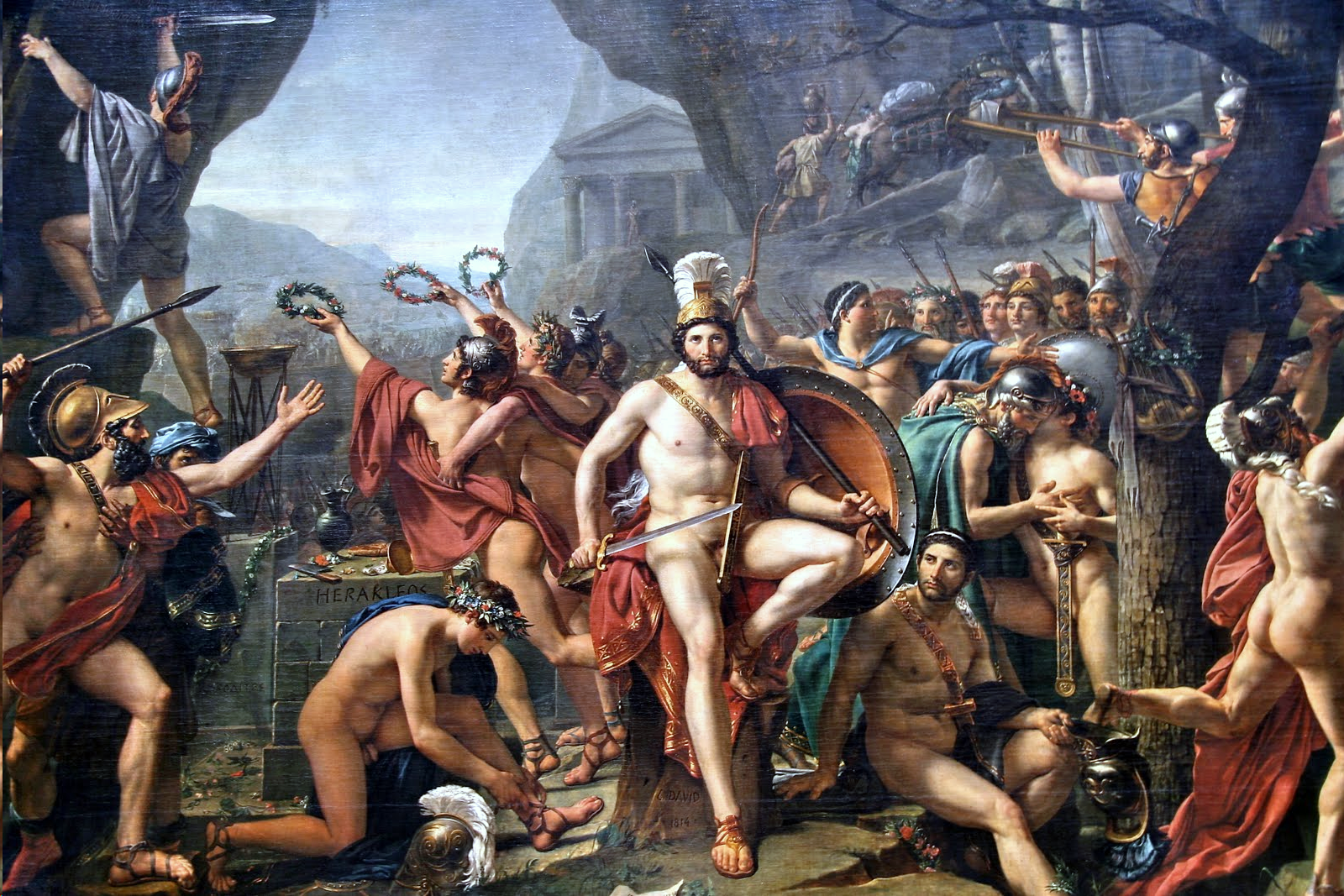
Jacques-Louis David: Leónidasz Thermopülainál

A perzsa király azonnal el is indította az ösvényen Hüdarnészt és csapatát, hogy a Kallidromoszon fekvő ösvényen a görögök hátába kerülhessenek. A halhatatlanok egy véres csata után voltak ekkor, de Diodórosz szerint így is mintegy 20 000 harcos indult el a görögök hátába. Az Anopaia-hegyet megkerülve egész éjjel meneteltek. Volt egy útelágazás is az átjáróban, az egyik Phókiszba, a másik Alpenoszba vezetett.

### Harmadik nap
A perzsák egész éjszaka vonultak, és rábukkantak a Leónidasz által őrségbe állított phókiszi könnyűgyalogosokra. A görögök susogó tölgyfalevelek zajára lettek figyelmesek, és észrevették, hogy valaki közelít feléjük. Hérodotosz azt írta, hogy meglepetésükben felugrottak. Hüdarnész csapatait is váratlanul érte a phókisziak jelenléte, de nem bocsátkoztak harcba velük. Azt hitte a perzsa parancsnok, hogy a spártaiakkal találkoztak, de Ephialtész megnyugtatta őt, hogy nem. A phókisziak egy közeli dombra vonultak vissza, így szabad utat adtak a perzsáknak a szoros felé.
Egy hírnök jelentette Leónidasznak a történteket, aki reggelre összehívta a haditanácsot. Leónidasz ekkor felajánlotta a csapatokat küldő görög városállamoknak, hogy távozhatnak. Csupán a 300 spártai, 700 theszpiai, 400 thébai (valószínűleg hoplita, akik a spártaiakat kísérték el) maradt ott, utóbbiakat Leónidasz azért nem engedte el, mert félt, hogy átállnak a perzsák oldalára, így inkább maga mellett tartotta őket.
Leónidasz tényleges cselekedetei vitatottak. A spártaiakra nem jellemző, hogy visszavonulnának, még egy ilyen elkeseredett helyzetben sem. Az is lehetséges, hogy a király vállalta a halált, hogy megmenthesse ezzel városát. A legvalószínűbb azonban az, hogy létrehozott egy védőosztagot, akik fedezték a visszavonuló görög csapatokat. Ha a görög sereg utóvéd nélkül visszavonult volna, a nyílt terepen a perzsa lovasság fölénybe kerül. Azzal, hogy a maradék sereg tovább védte a szorost, nagyon sok ember életét megmentette.
A thébaiak jelenléte is vita tárgyát képezi. Hérodotosz szerint őket csak túszoknak hozták, hogy megmentsék városuk becsületét. Plutarkhosz rámutatott, ha őket túszoknak küldték, miért nem zavarták el őket a görög katonák? Valószínű, hogy a harcoló thébaiak – a város többségével ellentétben – lojálisak voltak a görögökhöz és ellenezték a perzsa uralmat. Saját akaratukból jöttek a csatába, mert tudták, ha a perzsák elfoglalják városukat, már nem térhetnek haza.
A theszpiaiak úgy döntöttek, hogy nem hódolnak be a perzsa királynak, ezzel kockáztatták, hogy az ellenség lerombolja a városukat. Ez azonban nem magyarázza, hogy a város evakuálása után is ottmaradtak a csatatéren. Úgy tűnik, hogy önként döntöttek így, még a biztos halál tudatában is.
Hajnalban Khsajársá italáldozatot mutatott be, majd megvárta, amíg a halhatatlanok leereszkedtek a hegyről. A 10 000 főt kitevő hadsereg a phalanx elejét támadta meg. A görögök ekkor szélesebb alakzatot vettek fel, hogy minél több perzsát elérhessenek és megölhessenek.
Kezdetben a hosszú lándzsájukat használták, de amikor az eltört, áttértek a ksziphoszra (rövid kard). Hérodotosz szerint a perzsa király két testvére (Abrokomosz és Hüperanthosz) is elesett az ütközetben. I. Leónidasz spártai királyt a perzsa íjászok lőtték le.
Ahogy a perzsa halhatatlanok közeledtek, úgy a görögök egyre jobban visszaszorultak a sziklafalhoz, ahol a perzsa íjászok végeztek velük. A csata estig tartott, a spártaiak hősies küzdelem után egyenként estek el.

## Következményei
A thermopülai csata – bár vesztes csatának bizonyult – időt adott a városállamoknak, hogy megfelelően felfegyverkezzenek, és végül a szalamiszi csatában, majd a Plataiai csatában legyőzzék a perzsákat.
Mikor a perzsák megtalálták Leónidasz testét, Khsajársá elrendelte, hogy vágják le a fejét, a testét pedig feszítsék keresztre. Hérodotosz megjegyezte, hogy ez ritka szokás volt a perzsáknál, mert a bátor ellenség holttestét általában nagy megtiszteltetésben részesítették (Pütheasznak is megadták a tiszteletet Szkiathosz szigetén).
A perzsa győzelem után a görögök összegyűjtötték a halottaikat, és eltemették a közeli dombon. A perzsa invázió után a földszorosban egy kőoroszlánt ábrázoló emlékművet emeltek. 40 évvel a csata után I. Leónidasz spártai király csontjait exhumálták, majd Spártában újratemették. Az ókorban tiszteletére minden évben játékokat rendeztek.
A perzsa győzelem miatt a görög flotta a Szaróni-öbölbe vonult vissza, és Athén lakosságát, még az ellenség megérkezése előtt Szalamisz szigetére menekítették . A perzsák büntetőhadjáratot indítottak azon városok ellen, akik segítették Eretriát és Athént a lázadásban. E két várost azért akarták elfoglalni, és a birodalomhoz csatolni, mert segítették az ión felkelést.
A görög szövetségesek a Korinthoszi-földszorosban lerombolták az utakat, és magas, védelemre szolgáló falakat húztak fel. Hasonló taktikát alkalmaztak, mint Thermopülainál, a perzsa haderő koordinációját akarták nehezíteni, így a tengeren vették fel a küzdelmet, megakadályozva ezzel a tengerészeket, hogy azok a szárazföldre léphessenek. Themisztoklész azt javasolta, hogy Szalamisz melletti keskeny öblökben vegyék fel a perzsákkal a harcot.
A Szalamiszi csata után a perzsák a babiloni lázadás miatt hazatértek. A görög–perzsa háborúk i. e. 449-ben a kalliászi békével ért véget.

## Jelentősége
Európa ókori történelmében a thermopülai csata vitathatatlanul a leghíresebb csata, mely különböző feldolgozásai révén részévé lett a kortárs kultúrának. A nyugati kultúrkörben a görögök hősiességét és kitartását szokás hangsúlyozni, annak ellenére, hogy a perzsa hódítást nem tudták megakadályozni.
Az itt alkalmazott görög stratégia egyértelműen azt mutatta, hogy a perzsa előrenyomulást időlegesen feltartották a Thermopülai-átjáró és az Artemiszioni-szoros környékén. Ezt a lépést az indokolta, hogy megakadályozzák Beócia és Attika elfoglalását.
A történészek szerint a perzsa haderőnél lényegesen kisebb számú görög bevetése utólag értelmetlennek tűnik, hiszen valamivel nagyobb számú védővel már sokkal tovább tudták volna magukat tartani. Ekkor pedig elérhették volna azt, hogy az élelem és vízhiány miatt esetleg a perzsák visszavonuljanak. Így annak ellenére, hogy a védők komoly veszteséget okoztak az ellenfélnek, mégsem forgott veszélyben a perzsa győzelem sem taktikai sem stratégiai értelemben. A görögök egy részének sikeres visszavonása nem növelte a perzsák harci morálját és egyébként sem vetett semmilyen árnyékot a perzsa győzelemre.
Lehet olyan véleménnyel is találkozni, hogy a perzsák pürrhoszi győzelmet arattak. Azonban nem szenvedtek olyan veszteségeket, amelyet később nem tudtak volna pótolni, és Hérodotosz sem említ ilyesmit. Az a tény is megerősíti ezt, hogy a csatát követően a perzsa sereg Görögország jelentős részét elfoglalta és még egy év múlva is harcképesek voltak.
Alternatív érvként felmerülhet az is, hogy Thermopülai volt az utolsó állomása annak a sikeres halogató harcnak, mellyel időt nyertek a görög flotta a Szalamiszi csatára történő felkészítésére. Bár ennek ellentmond, hogy a thermopülai és szalamiszi csaták közötti körülbelül egy hónapnyi idő nem tekinthető jelentősnek. Továbbá ez a vélemény nem veszi figyelembe azt sem, hogy a csatával egy időben a görög flotta az Artemiszioni-szorosban harcolt.
George Cawkwell arra utal, hogy a thermopülai és szalamiszi csaták között eltelt csúszást nem a csata eredményezte, hanem maga Khsajársá, azzal, hogy Phókiszban és Beóciában a görög ellenfeleivel szemben szisztematikus leszámolásba kezdett. A görög-perzsa háborúkról szóló modern tudományos elemzések a pürrhoszi győzelmet kevésbé hangsúlyozzák, inkább I. Khsajársá sikeréről beszélnek és arról, hogy a görögök nagy lehetőséget szalasztottak el, és a csatavesztésük következtében a perzsák meghódíthatták Görögország jelentős részét. Például Cawkwell kijelentette, hogy „I. Khsajársá sikeres volt mind a szárazföldön mind a tengeren, és hadjárata ragyogó sikerrel kezdődött. Minden oka megvolt hát, hogy megveregesse a saját vállát.” John Francis Lazenby úgy fogalmazott, hogy a görög vereség katasztrofális volt. A görögök taktikája, hogy megállítják Thermopülánál és Artemiszionnál a támadókat, csődöt mondott és teljes összeomlás lett a vége.
A thermopülai csata nevezetességét tehát nem a háború kimenetelére gyakorolt hatása, hanem az ott tapasztalt görög példamutatás adta. Híressé vált az a fajta hősiesség, ahogy a hátramaradók szembeszálltak a halállal. A másik ok, hogy máig érvényes követendő példát állítottak a szabadságért és hazájukért harcolóknak.

## Öröksége

### Szimónidész epigrammája

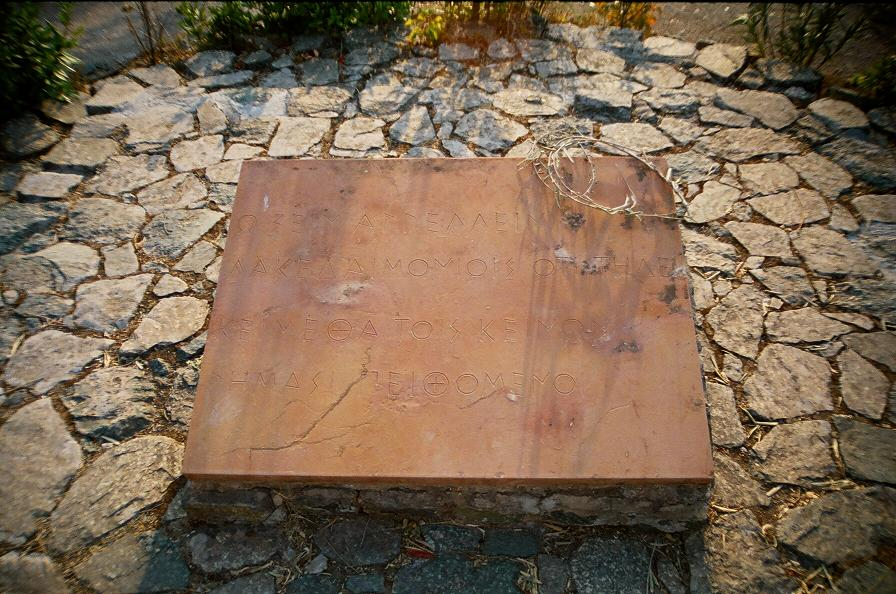
Az 1995-ben elhelyezett tábla

Szimónidész epigrammáját a spártai hősöknek írta, majd később az utolsó spártai katonák nyughelyére egy kőtáblát emeltek, amelyre rávésték e művet. Az eredeti kőtábla nem maradt fenn, de 1955-ben egy újat készítettek. A szöveg Hérodotosz által maradt fenn, és így hangzik:
Ὦ ξεῖν ", ἀγγέλλειν Λακεδαιμονίοις ὅτι τῇδε κείμεθα, τοῖς κείνων ῥήμασι πειθόμενοι
Hó kszein’, angelein Lakedaimonioisz, hoti téde keimetha, toisz keinón rhémaszi peithomenoi
Itt fekszünk, vándor, vidd hírül a spártaiaknak:
Megcselekedtük, amit megkövetelt a haza

### Emlékművek
Görögországban számos helyen emeltek emlékművet a csata, illetve I. Leónidasz spártai király tiszteletére. Ilyen a Leónidasz-emlékmű, amelyen Leónidasz szobra látható, a lábánál egy tábla, amelyre a Μολών λαβέ (Molon Labe), vagyis Gyere és vedd el! mondat olvasható. Az emlékmű jobb és bal oldalán elhelyezett szimbolikus márványszobrok Spárta nevezetességeit, a Tajgetoszt és az Eurótasz-folyót jelenítik meg.
A másik emlékművet 1997-ben avatta fel a görög kormány, amely a 700 theszpiainak állít emléket. Ez egy márvány emlékmű, amelyen egy bronz Erósz istenséget ábrázoló szobor található. A szobron ez áll: „Emlék a 700 theszpiainak”.
Az emlékművön több szimbólum is megfigyelhető:
- a fej nélküli férfialak a 700 névtelenül elesett katonára utal;
- a kidomborodó mellkas a bátorságot, hősiességet és erőt szimbolizálja;
- a nyitott szárny a szellem, a lélek szabadságát jelképezi;
- a törött szárny a hősi halálra utal;
- Erósz meztelen teste a szépséget és az életet testesíti meg.

### Legendák
Sok legenda kapcsolódik a csatához, ezekben a görög hősiességet és bátorságot dicsőítik. Egyik legenda szerint a perzsa király feldühödött, amikor a viharban megsérült a Dardanellákon felállított hídja, ezért büntetésként elrendelte a tenger megkorbácsolását. Egy másik legenda szerint Khsajársá jót nevetett, amikor meghallotta, hogy a spártaiak megfésülködnek, de Demaratusz spártai dezertőr elmondta, hogy a spártaiak a végsőkig elszántak a halálra. Akkor fésülködnek meg szertartásosan, amikor az életüket kockáztatják. Ha Khsajársá valaha is legyőzi a spártaiakat, nem lesz más a világon, aki meg merné kockáztatni, hogy megtámadja a perzsákat. Volt olyan legenda is, amely szerint a perzsák nem bántották a fegyvertelen ellenséget, aki aztán foggal-körömmel támadt rájuk. A történetek többsége a görögöket dicsőítette.
Amikor a perzsák felszólították Leónidaszt, hogy adja át a fegyvereket, a spártai király így válaszolt: „Molon labe!” vagyis „Gyere és vedd el!” Plutarkhosz lejegyezte, hogy Leónidasz király felesége, Gorgo azt válaszolta arra kérdésre, hogy mi lesz, ha nem tér vissza férje a csatából, hogy „Jó férfi és jó gyermek”.
A csata után I. Khsajársá perzsa király kíváncsi volt, hogy mit fognak tenni a görögök (hiszen nagyon kevesen harcoltak görög oldalon), ezért két árkádiai szökevényt hallgatott ki, akik elmondták, hogy az olümpiai játékokon voltak a többiek. A király megkérdezte, hogy mi ott a győztes jutalma. A válasz az volt, hogy olajfaág-koszorú. Tigranész perzsa parancsnok erre felkiáltott: „Te jó ég, Maradoniosz, milyen emberek küzdöttek ellenünk? Nem az aranyért, hanem a dicsőségért harcoltak!”.

### Kulturális hatása
A thermopülai csata régóta téma a különböző kulturális területeken, mert az egyik legismertebb katonai harci cselekmény a történelem során. Maga a történet a görög Hérodotosz írásai alapján maradt fenn, de ő nem volt jelen a csatában. Ő írta le a történetét a 300 spártainak és a 700 theszpiainak, akik három napig védték a szorost a perzsák ellen.
Bár Hérodotosz számadatai eltúlzottak, a későbbi költők, rendezők ezeket az adatokat vették alapul, hogy a görögök dicsőségét, illetve bátorságát, hősiességét kihangsúlyozzák. Sok műben ez a csata testesíti meg az önfeláldozást a haza védelméért.
Az orosz és ukrán névjegyzékben a Leónidasz szláv változata a Leonyid is megtalálható. Itt megemlítendő Leonyid Iljics Brezsnyev és Leonyid Kucsma államfők neve. Aszteroida is viseli a spártai király nevét: 2782 Leonidas. A második világháború idején működő Luftwaffe 200. támadóezredének (Kampfgeschwader 200) 5. százada is felvette a nevét (Leonidas század), a háború végén pár tucat önfeláldozó bevetést hajtottak végre az oderai szovjet hídfők ellen.
Az angol-zulu háborúkat néhol afrikai thermopülának is nevezik .
Számos vers, dal, képregény, film és videójáték adaptálta a csata történéseit. Néhány ezek közül a teljesség igénye nélkül:
A háromszáz spártai egy 1962-es amerikai film, mely a thermopülai csata történetét meséli el. A film a görög kormány támogatásával készült, és a peloponnészoszi Perakhora faluban forgatták. A 300 képregénysorozat a 300 spártai hősről emlékezik meg. Írója és rajzolója Frank Miller, aki még gyermekkorában látta az 1962-es filmet, és ez alapján készítette az adaptációt. Az eredeti sorozat 5 füzetben jelent meg 1998 május és 1998 szeptember között a Dark Horse Comics kiadásában. A 300 pedig ennek a képregénynek a 2007-ben készült változata, amiben történelmi fantasy műfajban dolgozza fel az eseményeket. A filmet Zack Snyder rendezte, a zenét Tyler Bates zeneszerző komponálta, Miller vezető producerként és tanácsadóként működött közre.

## Ellentmondások
A csata történéseit főleg Hérodotosz munkáiból ismerjük, amelyek valószínűleg elfogultak, túlzottak, ezért a történészek egyetértenek abban, hogy a leírásokban több dolog is ellentmondásos.

### Katonák száma
Hérodotosz műveiben leírta, hogy 5,2 millió perzsa támadta meg a görög poliszokat, amit a modern tudósok teljesen elvetnek, és legfeljebb 100 000 katonát tartanak reálisnak. Hans Delbrueck szerint a perzsák csak 15-20 ezren lehettek, vagyis szerinte 350-szeres túlzásba esett az ókori történetíró.

### Áldozatok száma
A görög források szerint 20 000 perzsa esett el, amelyet a mai történészek nem tartanak reálisnak, mivel ennyien a három nap alatt nem is tudtak harcolni a 14 méter széles átjáróban. Továbbá az is kétséges, hogy az utolsó görög katonák a perzsák távoli nyilaitól haltak meg.

### Civilizációk összecsapása
A nyugati történészek igyekeztek pontos adatok alapján rekonstruálni a csatát, és mint kelet és nyugat összecsapásának próbálták beállítani. Ennek ellentmond, hogy a görögök között is összetűzések voltak, melynek fő oka, hogy Spárta, Athén vagy más görög poliszok igyekeztek hatalmat gyakorolni a másik felett. Továbbá Thesszália, Makedónia illetve Thrákia is a perzsák oldalán vett részt a konfliktusban. Később Spárta a perzsák oldalára állt a peloponnészoszi háborúban Athénnal szemben, míg a korinthoszi háborúban Athén állt a perzsák oldalára Spártával szemben.

### Zsarnokság és szabadság
Görögországban és a nyugati világban úgy értelmezik a csatát, mint a demokratikus görögök és a zsarnok perzsák közti konfliktust, vagy másképpen a szabad görögök és a rabszolgatartó perzsák harcát. Ugyanakkor az Óperzsa Birodalom nem volt soha rabszolgatartó állam, sőt tiltott volt a rabszolgaság mind a 30 szatrapiában. A belső konfliktusok miatt az első demokratikus államnak nevezik a birodalmat, mivel nagy önállóságuk volt a tartományoknak. Ugyanakkor a demokratikus Athénban létezett a rabszolgatartás 80-400 ezer fő rabszolgával. A görög seregekben is harcoltak rabszolgák (helóták), emiatt csatlakozott a perzsákhoz Thrákia, Makedónia és Thesszália.

## Fordítás
- Ez a szócikk részben vagy egészben  a   Bitka kod Termopila című horvát Wikipédia-szócikk ezen változatának fordításán alapul.  Az eredeti cikk szerkesztőit annak laptörténete sorolja fel. Ez a jelzés csupán a megfogalmazás eredetét és a szerzői jogokat jelzi, nem szolgál a cikkben szereplő információk forrásmegjelöléseként.
- Ez a szócikk részben vagy egészben  a   Battle of Thermopylae című angol Wikipédia-szócikk ezen változatának fordításán alapul.  Az eredeti cikk szerkesztőit annak laptörténete sorolja fel. Ez a jelzés csupán a megfogalmazás eredetét és a szerzői jogokat jelzi, nem szolgál a cikkben szereplő információk forrásmegjelöléseként.